# 冴木みれい
冴木 みれい（さえき - 、1986年6月30日 - ）は、東京都出身のタレント、モデル、レースクイーンである。所属事務所はGMAエンタープライズ。
趣味はショッピング、映画鑑賞。特技はフルート。

## 主な活動

### レースクイーン
- 2010 D1グランプリイメージガール“D Sign”（他のメンバーは桐山瑠衣、岩田まりな）
- 2009 SUPER GT - GMA KONDO Racing TEAM QUEEN
- 2008 フォーミュラ・ニッポン - KONDO Racing サーキットクィーン

### ラウンドガール
- 西口プロレスDX ラウンドガール